# SMS PZHL Sosnowiec
SMS PZHL Sosnowiec – polska szkoła mistrzostwa sportowego Polskiego Związku Hokeja na Lodzie działająca w Niepublicznym Liceum Ogólnokształcącym w Sosnowcu od 1994 do 2017.

## Historia
Niepubliczne Liceum Ogólnokształcące Szkoły Mistrzostwa Sportowego PZHL w Sosnowcu zostało powołane w 1994. Inicjatorem powstania był Jan Rodzoń. Założycielem i organem prowadzącym Szkołę był Polski Związek Hokeja na Lodzie w Warszawie. Szkoła Mistrzostwa Sportowego zlokalizowana była w budynku MOSiR Sosnowiec ul. 3-go Maja 41. Cała szkoła mieściła się w jednym obiekcie zapewniając uczniom zakwaterowanie w internacie, wyżywienie, naukę, treningi i odnowę biologiczną.
Rok szkolny 2016/2017 był ostatnim w historii sosnowieckiego SMS, który został przeniesiony do Katowic-Janowa działając jako SMS PZHL Katowice.

## Status
Drużyny SMS uczestniczyły w rozgrywkach ekstraligi (jako „Orlęta” Sosnowiec wzgl. SMS I) oraz I ligi (jako SMS II). Udział polegał na uczestnictwie w sezonie zasadniczym, bez dopuszczenia do rywalizacji w fazie play-off, a tym samym bez prawa walki o medale mistrzostw Polski tudzież w przypadku I ligi o awans do ekstraklasy. Od 2015 drużyna SMS U20 Sosnowiec występowała w rozgrywkach Polskiej Hokej Ligi.
Uczniowie NLO SMS PZHL w głównej mierze stanowili kadr reprezentacji juniorskich Polski do lat 18 oraz do lat 20.
Nadanie klasy mistrzowskiej przez Polski Związek Hokeja na Lodzie uprawniało do wolnego wstępu na AWF.

## Absolwenci i zawodnicy
W połowie 1994 w wyniku przeprowadzonych testów przyjęto do SMS 32 zawodników (z 51 kandydatów) z roczników 1976-1978 na historycznie pierwszy rok szkolny placówki (9 z MOSiR Sosnowiec, 7 z Podhala Nowy Targ, 4 z Towimoru Toruń, po 3 z BTH Bydgoszcz i Polonii Bytom, po 2 z Unii Oświęcim i Cracovii, po 1 ze Stoczniowca Gdańsk i STS Sanok).

## Kadra szkoleniowa
Dyrektorem NLO SMS PZHL został Jerzy Pawłowski. W czasie powstania SMS w 1994 na drugiego trenera został wyznaczony Jerzy Mruk, na trzeciego Walenty Ziętara, a pierwszym miał został selekcjoner reprezentacji narodowej seniorów.
W sezonie 2001/2002 trenerem SMS I Sosnowiec był Wincenty Kawa. Do 2010 treneren SMS I Sosnowiec był Mieczysław Nahuńko. 29 czerwca 2010 trenerem SMS I PZHL Sosnowiec został Tomasz Demkowicz. Trenerem był również Mieczysław Nahuńko, Andrzej Masewicz, Andrzej Słowakiewicz, Tomasz Demkowicz, Jarosław Morawiecki. Od 2012 głównym trenerem był Rosjanin, Andriej Parfionow. W 2014 jego miejsce zajął Szwed Torbjörn Johansson.